# Narajiwka
Die Narajiwka (ukrainisch Нараївка, russisch Нараевка Narajewka, polnisch Narajówka) ist ein 56 km langer, linker Nebenfluss der Hnyla Lypa in der West-Ukraine, in der Oblast Ternopil sowie in der Oblast Lwiw und der Oblast Iwano-Frankiwsk.
Der Fluss fließt in erster Linie von Norden nach Süden. Nördlich des Dorfes Bilschiwzi bildet er Teiche aus.